# Dominique Tipper
Dominique Jade Tipper (Limehouse, Londres, 24 de junio de 1988) es una actriz, bailarina y cantautora británica. Saltó a la fama gracias a su papel de Naomi Nagata en la serie de televisión de ciencia ficción The Expanse de Syfy/Amazon Prime Video.

## Biografía
Dominique Tipper nació el 24 de junio de 1988 en Limehouse un vecindario situado al este de Londres, en el distrito de Tower Hamlets, en la orilla norte del río Támesis. Cuando era niña, se formó en la O'Farrell Stage and Theatre School y actuó en espectáculos en el Hackney Empire.

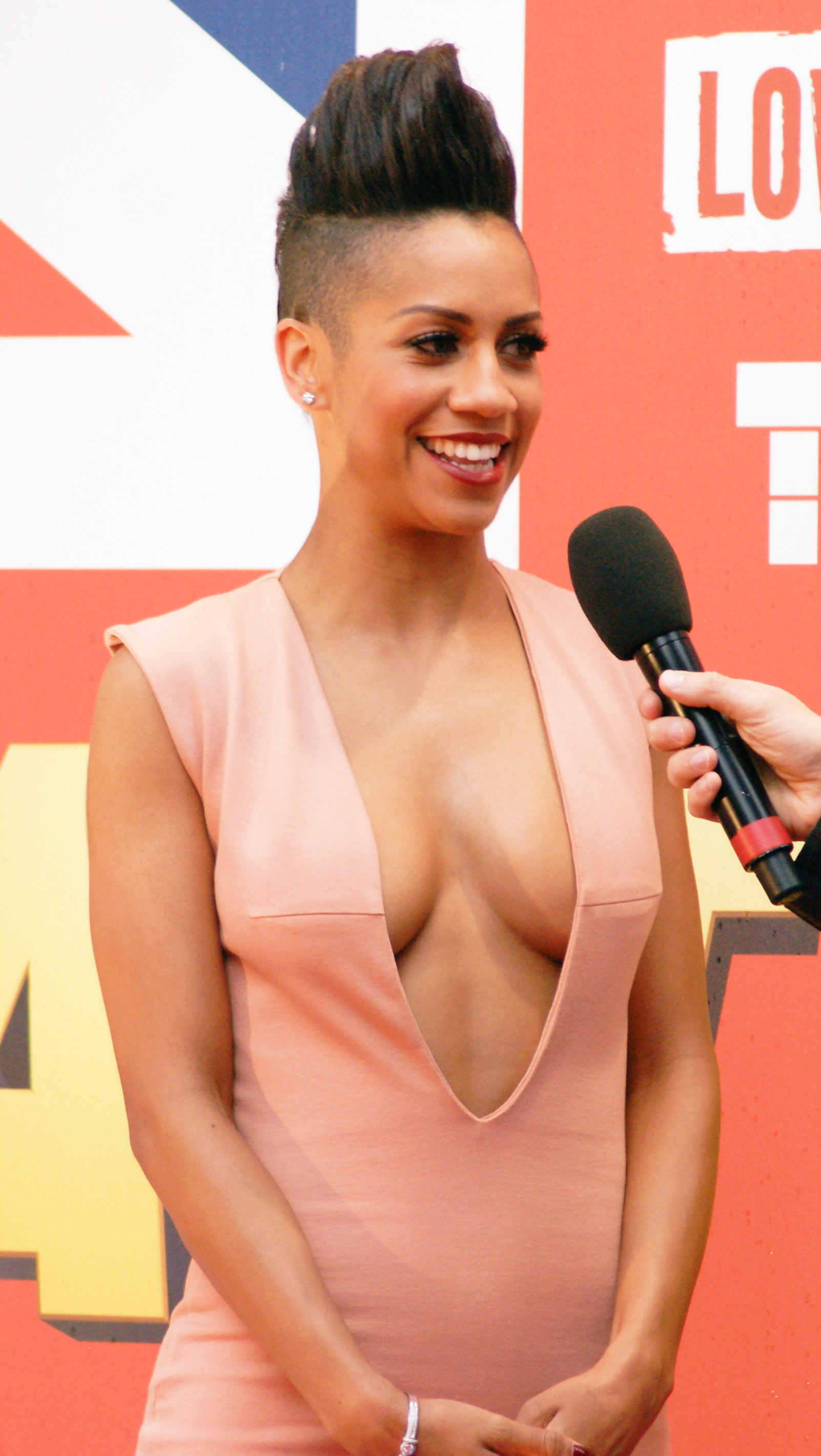
Dominique Tipper en el estreno de Fast Girls en el Odeon Leicester Square en 2012

Hasta 2012, Tipper trabajó como bailarina comercial con diversos grupos musicales y artistas. Como solista ha publicado el sencillo promocional Superstar, entre otros.
Los papeles cinematográficos de Tipper incluyen a Sarah en el drama atlético británico Fast Girls en 2012, a Gabriela en la comedia de terror y fantasía Vampire Academy en 2014 y también a Maddie en la película de ciencia ficción austriaca MindGamers en 2015. Aunque su salto a la fama fue por su papel principal en el reparto de la serie de ciencia ficción The Expanse, donde interpretó a Naomi Nagata, la ingeniera de la Canterbury.

## Filmografía

### Cine
| Año  | Título                                    | Papel                 | Notas | Ref.   |
| ---- | ----------------------------------------- | --------------------- | ----- | ------ |
| 2008 | Adulthood                                 | Estudiante            |       | [ 9 ]  |
| 2012 | Fast Girls                                | Sarah                 |       | [ 9 ]  |
| 2014 | Vampire Academy                           | Guardiana Gabriela    |       |        |
| 2014 | Montana                                   | Mohawk                |       | [ 9 ]  |
| 2015 | MindGamers                                | Maddie                |       |        |
| 2016 | The Girl with All the Gifts               | Devani                |       | [ 9 ]  |
| 2016 | Animales fantásticos y dónde encontrarlos | Auror 1               |       | [ 9 ]  |
| 2020 | Monday                                    | Bastian               |       |        |
| 2023 | One Ranger                                | Agente Jennifer Smith |       | [ 10 ] |

### Televisión
| Año       | Título                              | Papel          | Notas                          | Ref.   |
| --------- | ----------------------------------- | -------------- | ------------------------------ | ------ |
| 2015      | Crimen en el paraíso                | Maz Shipley    | Episodio: «The Perfect Murder» |        |
| 2015-2022 | The Expanse                         | Naomi Nagata   | Papel principal; 62 episodios  |        |
| 2022      | Headhunters                         | Kelly          | Miniserie; 6 episodios         |        |
| 2023-2024 | Monarch: el legado de los monstruos | Brenda Holland | 2 epsiodios                    | [ 11 ] |
| 2024      | Testamento: La historia de Moisés   | Séfora         | Miniserie: 3 episodios         | [ 12 ] |

### Videojuegos
| Año  | Título                 | Papel        | Notas |
| ---- | ---------------------- | ------------ | ----- |
| 2017 | Need for Speed Payback | Lina Navarro | Voz   |
| 2021 | Biolum                 | Rachel       | Voz   |
| 2024 | Dustborn               | Pax          | Voz   |